# 1180 в Україні

## Події
- вдруге князь Київський Рюрик Ростиславич
- князь Луцький Інгвар Ярославич
- князь Дорогобузький Всеволод Ярославич
- князь Шумський Ізяслав Ярославич
- князь Пересопницький Мстислав Німий
- Давид Ростиславич з Вишгородського столу перейшов у Смоленськ

## Особи

### Померли
- 18 січня Олег Святославич — князь путивльський (1157—1159), курський (1159—1164), сіверський (1164—1178), чернігівський (1178—1180).
- Роман Ростиславич — Великий князь київський (з липня 1171 до середини лютого 1173, з кінця 1174 до липня 1176), князь смоленський (1154, 1159—1161, 1161—1171, 1173—1174, 1177—1180).
- Ярослав Ізяславич — князь турівський (1146—1148), новгородський (1148—1154), луцький (1154—1180), Великий князь Київський (грудень 1173 — кінець лютого 1174, початок березня 1174 — кінець червня 1174).

## Засновані, зведені
- Церква Івана Богослова (Луцьк)

## Зникли, скасовані
- Бужське князівство